# Benedykt Menni
Benedetto Menni, właśc. wł. Angelo Ercole Menni (ur. 11 marca 1841 w Mediolanie we Włoszech, zm. 24 kwietnia 1914 w Dinan we Francji) – bonifrater (OH), prezbiter, założyciel Zgromadzenia Sióstr Szpitalnych od Najświętszego Serca Jezusa, święty Kościoła katolickiego.
Był piątym z piętnaściorga dzieci Ludwika i Luisa Figini. Na chrzcie otrzymał dwa imiona: Anioł i Herkules.
W 1860 roku wstąpił do Zakonu Szpitalnego Świętego Jana Bożego i pracował w szpitalu w Lodi, równocześnie studiował filozofię i teologię w seminarium w Lodi i Kolegium Rzymskim. W dniu 14 października 1866 roku otrzymał święcenia kapłańskie.
W 1867 roku z polecenia papieża Piusa IX udał się do Hiszpanii, gdzie jego zadaniem było przywrócenie działalności Zakonu Szpitalnego Świętego Jana Bożego. Jego działalność przyczyniła się do odrodzenia zakonu w Hiszpanii, Portugalii i w Meksyku.
W dniu 31 maja 1881 roku założył Zgromadzenie Sióstr Szpitalnych od Najświętszego Serca Jezusa. Był organizatorem licznych domów opieki, szpitali. Zmarł we Francji w Dinan. Jego szczątki pochowane zostały w Domu Macierzystym Zgromadzenia Sióstr Szpitalnych od Najświętszego Serca Jezusa w Ciempozuelos, w Hiszpanii.
Proces beatyfikacyjny sługi Bożego rozpoczął się w r. 1945. Dnia 23 czerwca 1985 został beatyfikowany, a następnie kanonizowany w dniu 21 listopada 1999 roku w Rzymie. Obu aktów dokonał papież Jan Paweł II.